# 윤문성
윤문성(?~)은 조선민주주의인민공화국의 탁구 선수로, 1989년 세계 탁구 선수권 대회 남자 단체전에서 동메달을 획득했다.